# El show de la una
El show de la una es un programa de televisión de España, emitido de lunes a viernes en horario matinal por La 1 de TVE en la temporada 1992-1993.

## Formato
Se trataba de un espacio que respondía al formato de magazine, en el que se intercalaban entrevistas, concursos, humor y actuaciones musicales. El espacio contenía la sección El menú de cada día, con Karlos Arguiñano.

## Presentado
El programa estuvo presentado inicialmente por el actor venezolano Fernando Carrillo, conocido en España en aquel momento por la telenovela Abigail y la estadounidense Kim Manning, muy popular por haber sido durante cinco temporadas, azafata del célebre concurso Un, dos, tres...Responda otra vez.
Desde el 13 de abril de 1993 y hasta su cancelación definitiva, el programa pasó a ser presentado por la periodista Concha Galán, acompañada por Goyo González y contando con la colaboración de José María Comesaña. El programa pasa a llamarse El show de la 1ª.